# Mount & Blade
Mount & Blade là một trò chơi máy tính thuộc thể loại hành động nhập vai một người chơi lấy bối cảnh thời Trung Cổ, do hãng TaleWorlds của Thổ Nhĩ Kỳ phát triển, và Paradox Interactive xuất bản. Phiên bản bán lẻ được phát hành chính thức vào ngày 16 tháng 9 năm 2008 tại Bắc Mỹ, và ba ngày sau tại Châu Âu. Nguồn gốc của game vốn xuất phát từ một dự án độc lập của Armağan Yavuz, người sáng lập TaleWorlds, và vợ ông, İpek Yavuz. Trước khi phát hành phiên bản bán lẻ, nhà phát triển tung ra bản beta (thử nghiệm) của game trên website của họ. Game xuất hiện trên hệ thống Steam vào ngày 3 tháng 11 năm 2008.
Mount & Blade là trò chơi hành động nhập vai định hướng với sự nhấn mạnh vào chiến đấu trên ngựa. Không giống như hầu hết các game khác cùng thể loại này, trò chơi mang phong cách theo dạng sandbox, không chứa bất cứ yếu tố tưởng tượng nào khác. Game cũng không hề có một cốt truyện chính mà dường như rất mơ hồ, thay vào đó game giới thiệu một vùng đất thế giới mở tên Calradia. Người chơi có thể tham gia một trong năm quốc gia thù địch, chiến đấu như một lính đánh thuê, hay đóng vai một kẻ đứng ngoài vòng pháp luật, hoặc giữ thái độ trung lập.
Mount & Blade nhận được sự đánh giá tích cực của giới game thủ và những người hâm mộ thể loại nhập vai. Đa số đều khen ngợi hệ thống chiến đấu đổi mới, cùng hệ thống kỹ năng nhân vật phức tạp, và một cộng đồng Mod khá lớn, nhưng game cũng tồn tại một số khuyết điểm như nhiệm vụ, đối thoại, và địa điểm trùng lặp, cũng như chất lượng đồ họa thấp. Phần tiếp theo, Mount & Blade: Warband được phát hành tháng 3 năm 2010, và một sản phẩm phụ dựa trên cuốn tiểu thuyết lịch sử Ngọn lửa và Thanh gươm đang trong quá trình phát triển.

## Cách chơi
Tuy Mount & Blade là game thuộc thể loại hành động nhập vai định hướng nhưng lại có một nét rất riêng so với các game nhập vai khác bởi hệ thống dàn trận, một hệ thống dường như chỉ có trong game chiến thuật nhưng lại được những người phát triển khéo léo lồng vào trong game khiến game có một sức hút rất mạnh đối với các game thủ, trong Mount & Blade người chơi không những là một người điều khiển quân đội mà còn trực tiếp tham gia chiến đấu, cùng sát cánh với đồng đội của mình chống lại kẻ thù, đây cũng là một điểm được đánh giá rất cao trong Mount & Blade.

Một đoàn xe đi buôn của đối phương đang chạy thoát khỏi người chơi. Số lượng trong nhóm tương ứng với số binh sĩ và tù binh.

Theo Armağan Yavuz, trò chơi lấy nguồn cảm hứng từ một số game như Sid Meier's Pirates!, The Elder Scrolls II: Daggerfall, Frontier: Elite II, vài tựa game chiến thuật của Koei, cũng như dựa vào những cuốn tiểu thuyết lịch sử hư cấu của nhà văn Bernard Cornwell.
Khi bắt đầu trò chơi, người chơi sẽ được cung cấp công cụ và các tùy chọn để tùy chỉnh nhân vật của mình nhằm tạo một nhân vật phù hợp nhất với sở thích của từng người chơi. Tiếp theo người chơi sẽ lựa chọn giới tính mong muốn và đặc điểm khuôn mặt bằng cách sử dụng một hệ thống tương tự như trong The Sims 2 hay The Elder Scrolls IV: Oblivion, sau đó trả lời một loạt câu hỏi nhiều lựa chọn về quá khứ của nhân vật, tạo ra các thuộc tính ban đầu của nhân vật.
Tiếp đến người chơi sẽ phải chọn một Class (tầng lớp) cho nhân vật, có 4 sự lựa chọn:
- Hunter (Thợ săn): Sử dụng cung tên điêu luyện phù hợp với các trận "công thành". nhưng độ chuẩn xác của các phát bắn không cao nên khó trúng mục tiêu.
- Sword Man (Kiếm sĩ): Sử dụng thành thạo các loại vũ khí tầm gần như: Kiếm, búa, rìu… nhưng lại có một điểm yếu là rất dễ bị hạ bởi các "giáo binh" khi đang cưỡi ngựa.
- Crossbow Man (Nỏ binh): Sử dụng nỏ là chủ yếu với sức sát thương cao hơn cung tên của thợ săn và độ chuẩn xác cao hơn nhưng "Nỏ binh" lại có một điểm yếu là nạp tên rất chậm nên thường phải sử dụng vũ khí đi kèm.
- Poleam (Giáo binh): Với khả năng sử dụng giáo rất giỏi gây nên một lực sát thương mạnh khi cưỡi ngựa nhưng khi rơi xuống đất thì rất dễ bị đánh bại bởi tốc độ di chuyển chậm và khả năng phòng thủ yếu.
Di chuyển đến các địa điểm hoặc tương tác với các bên khác được thực hiện bằng phương thức trỏ và nhấp (tạm dịch là thể loại game nhấp chuột vào một điểm bất kỳ thường được áp dụng cho các game thuộc thể loại phiêu lưu, nhập vai). Khi chạm trán đối thủ, người chơi có thể cố gắng tránh một cuộc xung đột, hoặc tham gia giao chiến với chúng. Trong Mount & Blade mỗi trận đánh đều mang lại giá trị danh tiếng., Tùy theo số lượng và sức mạnh thành viên của mỗi bên. Người chơi dần dần tích lũy danh tiếng, nếu giành được chiến thắng trong trận đấu. Khi danh tiếng ngày càng cao, người chơi sẽ đạt được thứ hạng cao hơn trong game và được các nhà lãnh đạo của một trong năm quốc gia ban cho lãnh địa, thái ấp riêng. Bằng cách trở thành một chư hầu, người chơi có quyền kiểm soát, quản lý và thu thuế từ thái ấp của mình. Giải quyết nhiệm vụ hoặc đánh bại đối thủ người chơi sẽ được thưởng điểm kinh nghiệm và sử dụng nó để nâng cao thuộc tính, kỹ năng, và sự thành thạo vũ khí để tiếp tục phát triển nhân vật. Mount & Blade sử dụng thuộc tính ý chỉ ra lệnh mức tối đa của một kỹ năng bắt nguồn từ các thuộc tính: Ví dụ, kỹ năng "lãnh đạo", thể hiện số lượng thành viên trong một nhóm có thể giữa được, không thể nâng lên cao hơn một phần ba thuộc tính cơ bản, "uy tín". Mức độ thành thạo vũ khí cũng có thể được cải thiện theo thời gian bằng cách đánh bại nhiều đối thủ hơn.

### Hệ thống chiến đấu
Các trận giao chiến thường diễn ra bốn yếu tố chính: trên bản đồ mở khi hai hoặc nhiều nhóm thù địch gặp nhau, ở các giải đấu được tổ chức trong thành phố, thị trấn, trong các trận công thành là nơi người chơi sẽ tham gia bảo vệ hoặc tấn công một pháo đài, hoặc trong các khu định cư khi một sự kiện phát sinh (giặc cướp tràn vào làng quấy phá, lính canh tóm lấy người chơi đang lén lút vào, hoặc người chơi bị phục kích). Số lượng binh sĩ mỗi bên có thể giữ được giới hạn thông qua kỹ năng "lãnh đạo" và danh tiếng của thủ lĩnh. Những người tham gia trong một trận chiến gồm hai loại: đi bộ và cưỡi ngựa. Người chơi có thể tới bất kỳ hướng nào bằng cách di chuyển chuột cho phù hợp. Với mục tiêu ở xa, game còn cung cấp sẵn cho người chơi vũ khí tầm xa cũng được thực hiện bằng cách sử dụng chuột.
Mức sát thương được xử lý phụ thuộc vào nhiều yếu tố. Bên cạnh chất lượng của từng loại vũ khí, hiệu quả của nó cũng bị ảnh hưởng bởi kỹ năng của nhân vật với loại vũ khí, và tốc độ của người chơi có liên quan đến mục tiêu: ví dụ, phóng lao trong khi chạy hoặc cưỡi ngựa có khả năng gây tổn hại hơn là đứng yên phóng lao. Hơn nữa, vũ khí có phạm vi nhất định mà có hiệu quả tối thiểu và tối đa, các loại vũ khí khác nhau sẽ có kiểu chơi khác nhau, chẳng hạn như khi sử dụng giáo đâm mục tiêu có cự ly gần thì thiệt hại gây ra rất nhỏ, trong khi đó với cây búa cũng ở cự ly gần thì lại gây thiệt hại cao hơn. Ngay cả tấm khiên cũng có thể bị phá hủy khi gặp phải những lực công kích lớn gây ra bởi những vũ khí hạng nặng như búa, rìu, lao, hay một rừng tên bắn trúng.
Ngoài ra game còn cung cấp cho người chơi một bảng kỹ năng phong phú, đa dạng giúp người chơi tha hồ lựa chọn và chính điều này cũng góp một phần nào đó ảnh hưởng đến tính chiến thuật của người chơi sau này. Nhìn chung mỗi loại nhân vật trong game đều có những điểm mạnh yếu riêng, tạo sự cân bằng khi chơi. Mặc dù vậy game dường như đã phụ thuộc quá nhiều vào ngựa bởi khi có ngựa trong tay người chơi gần như cầm chắc 60~70% phần thắng, phần còn lại phụ thuộc vào tài điều khiển cũng như sự may mắn của người chơi trong trân chiến đó vì khi ấy nếu chẳng may mất ngựa trong quá trình giao chiến thì chắc chắn người chơi sẽ bị một nhóm quân địch sáp lại gần tiêu diệt dứt điểm.
Nói về hệ thống gameplay thì phần này Mount&Blade cũng được cộng đồng nhưng game thủ từng chơi qua đánh giá rất cao bởi độ chân thực của hệ thống này cũng vào loại khá, tuy chưa thể bằng các game do những hãng nổi tiếng phát hành. Chẳng hạn như sức sát thương tùy thuộc vào tốc độ chạy của nhân vật, nhân vật chạy càng nhanh thì độ sát thương càng cao nhất là lúc đang cưỡi ngựa. Lực sát thương đối với quân địch cũng còn tùy thuộc vào điểm tiếp súc giữa cơ thể với vũ khí nếu người chơi đánh chúng vào những điểm nhạy cảm trên cơ thể đối phương có thể hạ gục họ ngay lập tức.

## Đón nhận từ giới phê bình
Mount&Blade nói chung đều nhận được những đánh giá tích cực từ giới phê bình, các tạp chí game, báo game có tiếng trên thế giới, được trao giải thưởng với số điểm tổng hợp 72/100 từ Metacritic và 73% từ Game Rankings. Giới phê bình công nhận tiềm năng của game, nhưng cũng cho biết giá trị sản phẩm kém. GameSpot kết luận về game "cảm thấy kém phát triển hơn là xấu hẳn", và Eurogamer cũng có đánh giá tương tự, nói rằng Mount&Blade có "cơ sở [...] cho một cái gì đó thực sự rất đặc biệt, nhưng trong trạng thái hiện tại của game gần tới chỗ thực hiện những gì nó hứa hẹn". Về phần đánh giá tích cực, IGN khen ngợi " Game hay nhất về đời sống thời Trung Cổ từng được làm ra", trong khi PC Advisor gọi đó là "Game nhập vai thời Trung Cổ lớn đầu tiên".

Chiến đấu trên lưng ngụa trở thành một trong những khía cạnh nổi bật nhất của game.

Chiến đấu là một trong những yếu tố được đánh giá cao nhất. Các nhà phê bình như Eurogamer, GameSpot, IGN và PC Advisor ca ngợi, mô tả nó như là một sự bổ sung hệ thống chiến đấu tốt nhất thời Trung cổ từng được tạo ra. Không phải tất cả lời nhận xét đều nhất trí về chất lượng hệ thống chiến đấu trong game; PC Zone chỉ trích, cho rằng chiến đấu cận chiến của game tạo cảm giác ngẫu nhiên về hiệu quả của nó trên bộ và lưng ngựa. Sự phức tạp và triệt để trong hệ thống kỹ năng nhân vật cũng được đón nhận và khen ngợi nhiều nhất.
"Mount&Blade" cũng nhận được sự tiếp nhận tiêu cực từ giới phê bình vì các nhiệm vụ, hội thoại và địa điểm thường xuyên trùng lặp, cũng như chất lượng đồ họa nghèo nàn. Eurogamer cho biết, engine đồ họa "chỉ vừa đủ cho bạn dấn sâu vô hơn nữa", và GameSpot cho rằng, các cuộc hội thoại với những NPC có cảm giác giống như "thà tham khảo một cuốn sách hướng dẫn du lịch tới Calradia còn hơn là nói chuyện với một con người".
Các fan hâm mộ cũng nhận được sự quan tâm tích cực từ các nhà phát triển và phê bình. Trong một cuộc phỏng vấn, TaleWorlds tuyên bố họ rất "tự hào" về cộng đồng lớn mạnh của mình, xem xét "có thể cho rằng Mount&Blade là trò chơi máy tính có nhiều mod phát triển tốt nhất". Phê bình nhiều như GamePro và báo Game Industry News cũng ngưỡng mộ số lượng mods làm ra dành cho phiên bản beta trước khi phát hành bản chính thức của game.

## Phần tiếp theo và sản phẩm phụ
Paradox còn xuất bản phần tiếp theo của game, với tên gọi Mount & Blade: Warband với nhiều cải tiến mới như hỗ trợ chế độ nhiều người chơi, cải thiện hệ thống ngoại giao, đồ họa và trí thông minh nhân tạo (AI). Warband còn thêm vào một bản đồ được cập nhật và một quốc gia mới. Bản mở rộng ban đầu dự kiến phát hành vào quý 3 năm 2009, nhưng đã bị trì hoãn cho đến tháng 3 năm 2010. Phiên bản Close beta sẽ được thử nghiệm bắt đầu vào tháng 8 năm 2009. và Open beta vào tháng 2 năm 2010, trước khi phần tiếp theo phát hành vào ngày 30 Tháng 3 năm 2010.
CD Projekt đã công bố một tác phẩm phụ gọi là Mount&Blade: Ogniem i mieczem (tạm dịch Chiến mã và Thanh gươm: Ngọn lửa và Thanh gươm), dựa trên cuốn tiểu thuyết lịch sử nổi tiếng Ngọn lửa và Thanh gươm của nhà văn Ba Lan Henryk Sienkiewicz, được Snowberry Connection, Sich Studio và TaleWorlds Entertainment phát triển. Game lấy bối cảnh trong Khối thịnh vượng chung Ba Lan-Litva, và các quốc gia có thể chơi được bao gồm Litva, Ba Lan, Ukraina, Nga, Thụy Điển và Hãn quốc Krym. Ngày phát hành dự kiến là mùa thu năm 2009 ở Ba Lan, Thụy Điển, Ukraina, Nga và Cộng hòa Séc. Game được phát hành vào ngày 4 Tháng 12 năm 2009.